# Almir Turković
Almir Turković (* 3. listopad 1970) je bývalý bosenský fotbalista.

## Reprezentační kariéra
Almir Turković odehrál za bosenský národní tým v letech 1995–2003 celkem 7 reprezentačních utkání.

## Statistiky
| Bosna a Hercegovina | Bosna a Hercegovina | Bosna a Hercegovina |
| Roky                | Záp.                | Góly                |
| ------------------- | ------------------- | ------------------- |
| 1995                | 1                   | 0                   |
| 1996                | 1                   | 0                   |
| 1997                | 0                   | 0                   |
| 1998                | 1                   | 0                   |
| 1999                | 3                   | 0                   |
| 2000                | 0                   | 0                   |
| 2001                | 0                   | 0                   |
| 2002                | 0                   | 0                   |
| 2003                | 1                   | 0                   |
| Celkem              | 7                   | 0                   |